# Takutea

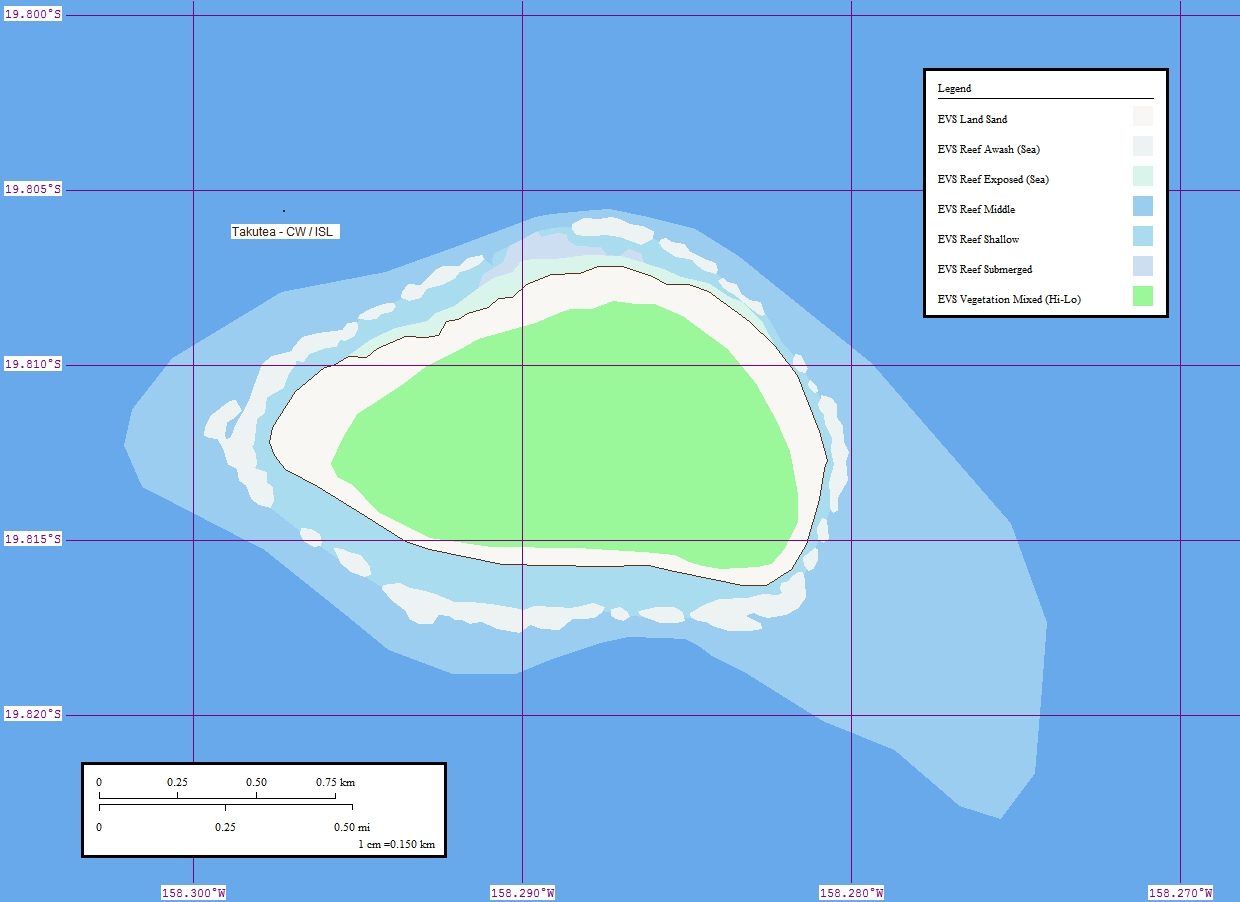
Karta över Takutea.

Takutea är en av Cooköarna i Stilla havet. Den obebodda ön ligger ungefär 14,5 km nordväst om Atiu. Eftersom öns area bara är omkring 2,5 km2 och har en väldigt farlig landningsplats i sitt nordvästra del av revet, så har den blivit betecknad som naturskyddsområde. Mycket på grund av sina många rödstjärtade tropikfåglar och sina havssulor. Kopraklippare besöker ön en gång om året för att plocka kokosnötter från palmerna och fjädrar från fåglarna. Det är bara tillåtet att besöka ön med den cooköländska regeringens godkännande.